# Kabylië

Kabylië op de kaart van Algerije

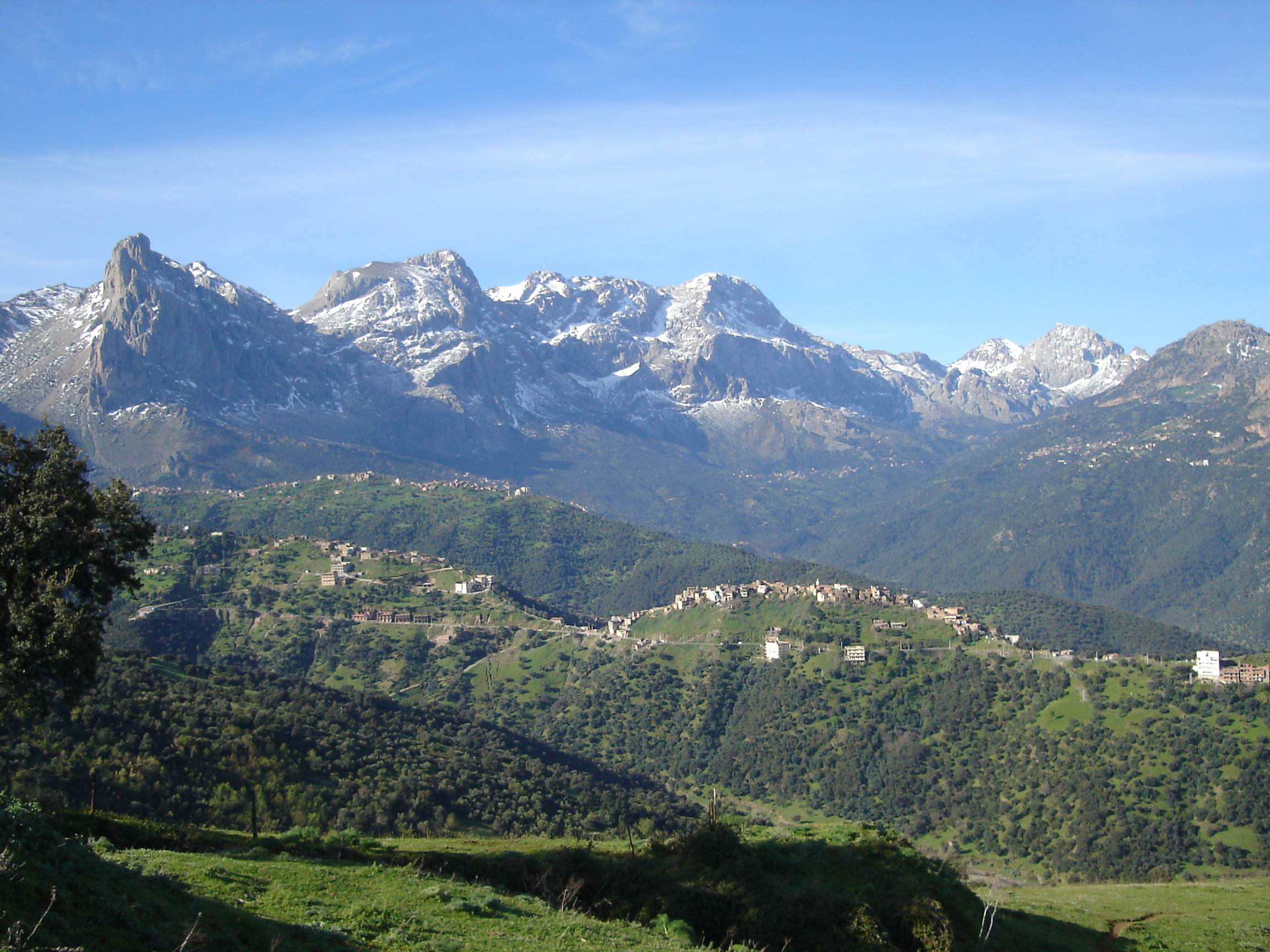
Djurdjura

Kabylië (Kabylisch-Berbers: Tamurt 'n Iqbayliyen ⵜⴰⵎⵓⵔⵜ ⵏ ⵉⵇⴱⴰⵢⵍⵉⵢⵏ) is een culturele regio in het noorden van Algerije. Het is het oostelijk deel van de Tell Atlas tussen Algiers en Constantine. Het gebied strekt zich uit over 7 provincies. De grootste stad is Béjaïa.
De meeste inwoners zijn Berbertalige Kabylen, een Algerijns Berbervolk. Zij spreken Kabylisch, een Kabyliaanse variant van het Berbers.
Kabylië is een van de Noord-Afrikaanse streken waar de Berbers hun taal en cultuur het best hebben kunnen bewaren ondanks de invloed van het panarabisme.